# Federația de Fotbal a Armeniei
Federația de Fotbal a Armeniei (în armeană Հայաստանի Ֆուտբոլի Ֆեդերացիա; FFA) este forul conducător al fotbalului armean.
Competitii organizate  =cupa idependendentei armeniei,supercupa armeniei, prima liga armeana, liga întâi a armeniei.